# Artur Nowaczewski
Artur Nowaczewski (ur. 10 października 1978 w Gdańsku) – polski poeta i krytyk literacki; doktor habilitowany nauk humanistycznych w zakresie literaturoznawstwa. Adiunkt na Uniwersytecie Gdańskim.

## Życiorys
Na świat przyszedł w rodzinie księgowego Tomasza Nowaczewskiego, i Aleksandry z domu Bogdanowicz. W 1989 wyjechał na 4 lata ze swoimi rodzicami i młodszym bratem do Korei Północnej. Edukację odbywał tam w szkole rosyjskiej przy ambasadzie radzieckiej w Pjongjangu.
Jest absolwentem III Liceum Ogólnokształcącego w Gdańsku. W okresie studiów Nowaczewski współtworzył serwis „Teczka” i kwartalnik „Przesuw”. Od kilku lat współpracuje z sopockim „Toposem”.
W 2008 obronił na Uniwersytecie Gdańskim doktorat na podstawie pracy Figura ulicy w literaturze polskiej po 1918 roku, której promotorem był prof. dr hab. Zbigniew Majchrowski. W 2022 roku uzyskał habilitację na podstawie monografii Challenger: metamorfozy poety w twórczości Krzysztofa Karaska. W 2009 otrzymał Nagrodę Fundacji ks. Janusza St. Pasierba i został stałym współpracownikiem Magazynu Apokaliptycznego „Czterdzieści i Cztery”. Tłumaczony na języki angielski, chorwacki, czeski, niemiecki, ukraiński, turecki.
Stypendysta Miasta Gdańska w dziedzinie kultury. Stypendysta Ministra Kultury i Dziedzictwa Narodowego (2014).

## Twórczość

### Poezja
- Wyrywki, Sopot 2002.
- Commodore 64, Sopot 2005. ISBN 83-922647-0-3.
- Elegia dla Iana Curtisa, Sopot 2010. ISBN 978-83-61002-72-7.
- Kutabuk, Sopot 2015. ISBN 978-83-61002-39-0.

### Krytyka literacka
- Trzy miasta, trzy pokolenia, Gdańsk 2006. ISBN 83-89923-10-6.
- Szlifibruki i flaneurzy, Gdańsk 2011. ISBN 978-83-7453-972-2.
- Konfesja i tradycja: szkice o poezji polskiej po 1989 roku, Sopot 2013. ISBN 978-83-61002-50-5.
- Challenger: metamorfozy poety w twórczości Krzysztofa Karaska, Gdańsk 2021. ISBN 978-83-8206-168-0.

### Wspomnienia
- Dwa lata w Phenianie, Warszawa 2013. ISBN 978-83-89603-68-5.
- Hostel Nomadów, Warszawa 2017. ISBN 978-83-244-0484-1.

Publikował też wiersze, recenzje i szkice krytycznoliterackie w „Twórczości”, „Odrze”, „Toposie”, „Frondzie”, „Studium”, „Ha!arcie”, „Undergruncie”, „Gościu Niedzielnym”, „Przeglądzie Politycznym”, „Dzienniku Bałtyckim” i w innych. Za tom Commodore 64 otrzymał III nagrodę w II Ogólnopolskim Konkursie Literackim „Złoty Środek Poezji” 2006. Finalista Orfeusza – Nagrody Poetyckiej im. K.I. Gałczyńskiego 2016 za tom Kutabuk. Hostel Nomadów znalazł się w finale Nagrody Literackiej Europy Środkowej Angelus oraz został nominowany do Pomorskiej Nagrody Literackiej „Wiatr od morza”.
Wykonuje też swoje wiersze z zespołem Kutabuk, czego efektem jest płyta CD Kutabuk (2011).